# Liste der Baudenkmäler in Prien am Chiemsee
Auf dieser Seite sind die Baudenkmäler in dem oberbayerischen Markt Prien am Chiemsee zusammengestellt. Diese Tabelle ist eine Teilliste der Liste der Baudenkmäler in Bayern. Grundlage ist die Bayerische Denkmalliste, die auf Basis des Bayerischen Denkmalschutzgesetzes vom 1. Oktober 1973 erstmals erstellt wurde und seither durch das Bayerische Landesamt für Denkmalpflege geführt wird. Die folgenden Angaben ersetzen nicht die rechtsverbindliche Auskunft der Denkmalschutzbehörde.

## Ensembles

### Ensemble Am Gries

Das Ensemble umfasst den kleinen Platz mit seiner Bebauung am Eingang zum Gries, dem nördlich des Marktplatzes und jenseits des Prienflusses gelegenen historischen Fischer-, Flößer- und Handwerkerviertel. Der Ortsteil entstand im 15./16. Jahrhundert, die lockere Struktur der Bebauung und der dorfähnliche Charakter des Bereichs haben sich an dem kleinen Platz besonders gut erhalten, die Umbauung entstammt überwiegend noch dem späten 18. oder frühen 19. Jahrhunderts. Es handelt sich um Wohnhäuser, einen Gast- und einen Bauern-Einfirsthof mit flachen Satteldächern, umgeben von Gärten.
Aktennummer: E-1-87-162-1

## Baudenkmäler nach Ortsteilen

### Prien
| Lage                                                                 | Objekt                                              | Beschreibung | Akten-Nr.      | Bild                                                |
| -------------------------------------------------------------------- | --------------------------------------------------- | --- | -------------- | --------------------------------------------------- |
| Alte Bernauer Straße 18 (Standort)                                   | Villa                                               | zweigeschossiger Satteldachbau mit Zwerchgiebeln, Eckerkern mit Haubendächern, hölzernen Balkonen und Putzgliederungen, historisierend, um 1900. | D-1-87-162-1   | weitere Bilder                                      |
| Alte Rathausstraße 1 (Standort)                                      | Ehem. Pfarrhof                                      | zweigeschossiger Eckbau mit hohem Walmdach, 1634–35 erbaut, Dachstuhl 1799. | D-1-87-162-43  | weitere Bilder                                      |
| Alte Rathausstraße 1 a (Standort)                                    | Wappenstein                                         | Wappenstein aus Rotmarmor, bezeichnet 1666; an der Nordfront des neuen Pfarrhofs. | D-1-87-162-44  | Wappenstein                                         |
| Alte Rathausstraße 2 a, 2 b, 2 c, 2 d, 2 e, 2 f, 2 g, 2 h (Standort) | Arkadenanlage                                       | Arkadenanlage mit Ladeneinbauten, erdgeschossiger Massivbau mit hölzernen Stützen, Walm-, Hauben- und Satteldach, 1923 von Otto Riemerschmid. | D-1-87-162-41  | weitere Bilder                                      |
| Alte Rathausstraße 5 (Standort)                                      | Wohn- und Geschäftshaus                             | dreigeschossiger Traufseitbau mit Pultdach und Putzgliederungen, um 1865, im Kern 1776. | D-1-87-162-45  | weitere Bilder                                      |
| Alte Rathausstraße 5 a; Alte Rathausstraße 7 (Standort)              | Wohn- und Geschäftshaus                             | dreigeschossiger Traufseitbau mit Pultdach und Putzgliederungen, um 1865, im Kern 1776. | D-1-87-162-47  | weitere Bilder                                      |
| Alte Rathausstraße 6 (Standort)                                      | Wohn- und Geschäftshaus                             | dreieinhalbgeschossiger Massivbau mit flachem Walmdach und Konsolenfries, im Stil der Maximilianszeit, um 1860/70; direkt an Marktplatz 14 angeschlossen. | D-1-87-162-46  | weitere Bilder                                      |
| Alte Rathausstraße 8 (Standort)                                      | Wohn- und Geschäftshaus                             | zweigeschossiger Walmdachbau, biedermeierlich, 1828–29 erbaut, 1841 nach Norden erweitert. | D-1-87-162-48  | Wohn- und Geschäftshaus                             |
| Alte Rathausstraße 9 (Standort)                                      | Haustür                                             | Zweiflügelige, neugotische Haustür, wohl 1843. | D-1-87-162-49  | Haustür                                             |
| Alte Rathausstraße 11 (Standort)                                     | Ehem. Amtsgericht                                   | zweigeschossiger langgestreckter Walmdachbau mit Putzgliederungen, 1772–74, 1818 Umbau. | D-1-87-162-50  | weitere Bilder                                      |
| Alte Rathausstraße 13 (Standort)                                     | Ehem. Nebengebäude des ehem. Amtsgerichts           | zweigeschossiger Walmdachbau mit Segmentbogenfenstern, 1854–56, Erdgeschossgewölbe wohl älter. | D-1-87-162-51  | Ehem. Nebengebäude des ehem. Amtsgerichts           |
| Alte Rathausstraße 18 (Standort)                                     | Wohnhaus                                            | zweigeschossiger giebelständiger Bau mit Flachsatteldach, 1781. | D-1-87-162-52  | Wohnhaus                                            |
| Alte Rathausstraße 28 (Standort)                                     | Bildstock                                           | sogenannter Heidenstein, Granitpfeiler mit Aufsatz, wohl 17. Jahrhundert; bei Alte Rathausstraße 28. | D-1-87-162-56  | Bildstock                                           |
| Alte Rathausstraße 28 (Standort)                                     | Grenzpfeiler                                        | mit Reliefaufsatz, bezeichnet 1557; nahe dem ehem. Maierhof bei Nr. 28. | D-1-87-162-55  | BW                                                  |
| Alte Rathausstraße 28 (Standort)                                     | Bauernhaus                                          | Einfirsthof, ehem. Maierhof des Klosters Herrenchiemsee, dreigeschossiger Flachsatteldachbau mit Segmentbogenfenstern und Hochlaube, Firstpfette bezeichnet 1803; Backofenhäuschen, massiver Flachsatteldachbau, Mitte 19. Jahrhundert | D-1-87-162-54  | Bauernhaus                                          |
| Am Gries 1 (Standort)                                                | Wohnhaus                                            | zweigeschossiger Flachsatteldachbau, 1. Hälfte 19. Jahrhundert | D-1-87-162-2   | weitere Bilder                                      |
| Am Gries 3 (Standort)                                                | Ehem. Amtshaus                                      | sogenannte Alte Frohnveste, zweigeschossiger Flachsatteldachbau, um 1555 als Amtshaus erbaut, 1791 weitgehender Neubau als Wohnhaus. | D-1-87-162-4   | weitere Bilder                                      |
| Am Gries 4 (Standort)                                                | Wohnhaus                                            | zweigeschossiger Flachsatteldachbau mit Segmentbogenfenstern, im Kern Anfang 18. Jahrhundert, Firstpfette bezeichnet 1808. | D-1-87-162-5   | weitere Bilder                                      |
| Am Gries 5; Lujo-Brentano-Straße; Lujo-Brentano-Straße 6 (Standort)  | Wegkapelle                                          | Massivbau mit Flachsatteldach, wohl 19. Jahrhundert, 1946 erneuert; mit Ausstattung; bei Nr. 1. | D-1-87-162-27  | weitere Bilder                                      |
| Am Gries 10 (Standort)                                               | Wohnhaus                                            | zweigeschossiger Flachsatteldachbau mit Laube und erneuerter Bemalung, um 1738–40, 1804 Erneuerung des rückwärtigen Dachstuhls. | D-1-87-162-7   | weitere Bilder                                      |
| Am Gries 15 (Standort)                                               | Wohnhaus                                            | zweigeschossiger Flachsatteldachbau mit erneuerter Bemalung, 1730–40 erbaut, 1. Hälfte 19. Jahrhundert zweigeschossiger Anbau mit Satteldach. | D-1-87-162-8   | weitere Bilder                                      |
| Am Gries 16 (Standort)                                               | Wohnhaus                                            | zweigeschossiger Flachsatteldachbau, Firstpfette bezeichnet 1811, 1897 rückwärtige Erweiterung um eine Werkstatt. | D-1-87-162-9   | weitere Bilder                                      |
| Am Gries 25 (Standort)                                               | Wohnhaus                                            | zweigeschossiger Flachsatteldachbau, 1809 erbaut, 1890 rückwärtig verlängert; Kruzifix und Schmerzhafte Muttergottes (Öl auf Blech) vor neugotischem Schrein mit Malerei und Schnitzwerk, 3. Viertel 19. Jahrhundert | D-1-87-162-10  | weitere Bilder                                      |
| Am Roseneck 18 (Standort)                                            | Bauernhaus                                          | Einfirsthof, zweigeschossiger Flachsatteldachbau mit Hochlaube, an der Firstpfette bezeichnet 1831. | D-1-87-162-11  | Bauernhaus                                          |
| An der Prien 14 a; An der Prien 14 b (Standort)                      | Wohnhaus                                            | zweigeschossiger Flachsatteldachbau mit Putzgliederungen und zwei Balusterbalkons, 18. Jahrhundert, 1831 erhöht und erweitert. | D-1-87-162-12  | weitere Bilder                                      |
| Bahnhofplatz 3 (Standort)                                            | Ehemaliges Postamt                                  | zweigeschossiger Satteldachbau mit Schieferdeckung, verschiefertem Giebelfeld, Rundbogentür, Medaillon und Skulptur, Heimatschutzstil, um 1925 von Philipp Zametzer. | D-1-87-162-13  | weitere Bilder                                      |
| Bahnhofplatz; Nähe Bahnhofplatz (Standort)                           | Ehem. Königlicher Wartepavillon und Bahnsteigdächer | 1881 für König Ludwig II. in Rimsting errichtet, 1887 als Wartehaus für Mitglieder der königlichen Familie in Prien wieder aufgebaut, eingeschossiger massiver Bau mit flachem Walmdach und südlichem Anbau, mit Putzgliederung, nach Plänen des Kgl. Oberbahnamtes, 1881; Bahnsteigüberdachungen, gusseiserne Perrondachstützen, wohl Fa. Spaeth (Dutzendteich), 1909–11. | D-1-87-162-120 | Ehem. Königlicher Wartepavillon und Bahnsteigdächer |
| Bernauer Straße 1 (Standort)                                         | Wohn- und Geschäftshaus                             | dreigeschossiger Walmdachbau mit Mezzaningeschoss, geschweiftem Zwerchgiebel und Balkon, 1866 erweitert, 1896 Ausbau und Fassadendekoration in Neurokoko. | D-1-87-162-14  | weitere Bilder                                      |
| Bernauer Straße 4; Bernauer Straße 6 (Standort)                      | Wohnhaus                                            | zweigeschossiges Doppelhaus mit zwei Flachdächern und Wandmalerei von 1920, südlicher Hauptteil 1782 von Franz Mayr erbaut, nördlicher Teil 1824 ergänzt. | D-1-87-162-15  | weitere Bilder                                      |
| Bernauer Straße 8 (Standort)                                         | Wohnhaus                                            | zweigeschossiger Flachsatteldachbau mit Fresko, bezeichnet 1719. | D-1-87-162-16  | weitere Bilder                                      |
| Bernauer Straße 30 (Standort)                                        | Villa                                               | zweigeschossiger Walmdachbau mit hölzernen Balkonausbauten, Segmentbogenfenstern und Putzgliederungen, 3. Viertel 19. Jahrhundert; Kruzifix, hölzerner Corpus, Mitte 18. Jahrhundert, Ergänzungen um 1900. | D-1-87-162-18  | weitere Bilder                                      |
| Chiemseebahnweg 4 (Standort)                                         | Chiemsee-Bahn                                       | Kleinbahn der „Chiemsee-Schiffahrt Ludwig Feßler“ von Prien nach Stock, eingerichtet 1887, Stationsgebäude in Prien, 1908; Eisenbahntrasse und Gleisanlagen, ab 1887; historische Zuggarnitur, bestehend aus Dampflokomotive und 9 Wagen, 1887/88. | D-1-87-162-66  | weitere Bilder                                      |
| Dr.-Knorz-Straße 16 (Standort)                                       | Meilenstein                                         | Sandstein, 2. Hälfte 19. Jahrhundert | D-1-87-162-42  | BW                                                  |
| Dr.-Otto-Eyrich-Straße 1 (Standort)                                  | Villa                                               | zweigeschossiger Walmdachbau auf hohem Sockelgeschoss mit dreigeschossigem Eckerkerturm mit Haubendach, Veranda-Ausbau, Rundbogen- und Segmentbogenfenstern, historistisch, 1899. | D-1-87-162-113 | weitere Bilder                                      |
| Dr.-Paul-Weinhart-Straße 18 (Standort)                               | Wohnhaus                                            | zweigeschossiger Flachsatteldachbau mit Eckerker, umlaufender Laube und Hochlaube sowie Haustür mit reich ornamentierter hölzerner Umrahmung, historisierend, um 1900; Hausfigur St. Georg, barock, 1. Hälfte 18. Jahrhundert | D-1-87-162-19  | Wohnhaus                                            |
| Friedhofweg 19 (Standort)                                            | Friedhof                                            | Friedhof: Leichenhalle, erdgeschossiger Satteldachbau mit Dachreiter mit Haubendach, Flügelbauten mit Flachdächern, Putzgliederungen, Zwerchgiebeln und Arkadengang, 1894; zwei Eck-Kapellen, jetzt Urnenhäuser, offene, erdgeschossige Massivbauten mit Flachdächern, Putzgliederungen und Zwerchgiebeln, gleichzeitig; Backsteinmauer mit verputzten Pfeilern und schmiedeeisernen Toren, Ende 19. Jahrhundert; Friedhofskruzifix, überlebensgroßes, hölzernes Corpus Christi, barock, 2. Hälfte 17. Jahrhundert | D-1-87-162-21  | weitere Bilder                                      |
| Geigelsteinstraße 1 (Standort)                                       | Fassadenmalerei                                     | (zwei Medaillons und Fensterumrahmungen), um 1910. | D-1-87-162-22  | Fassadenmalerei                                     |
| Harrasser Straße 7; Chiemsee; Frauenchiemsee (Standort)              | Ehem. Villa Roloff                                  | eineinhalbgeschossiger historisierender Satteldachbau mit Eckerkerturm und Quergiebel-Risalit, nachträglich verglaster Terrasse und Gusseisenbalkon, erbaut 1898 (bezeichnet), von dem Maler Paul Roloff 1921 erworben und zum Künstlerhaus mit Atelier ausgestaltet; zugehörig ehem. Waschhaus im Garten, kleiner holzverschalter Blockbau, bezeichnet 1905, und Badehütte im See, verschalter Holzständerbau mit zweiseitigem Umgang mit Brettbalustern, Anfang 20. Jahrhundert.                                 | D-1-87-162-115 | weitere Bilder                                      |
| Hochriesstraße 53 (Standort)                                         | Bauernhaus                                          | Einfirsthof, sogenannt Zahn am Bach, zweigeschossiger Flachsatteldachbau mit Hochlaube und Bundwerk am Wirtschaftsteil, 1838. | D-1-87-162-23  | Bauernhaus                                          |
| Höhenbergstraße 14 (Standort)                                        | Bauernhaus                                          | Einfirsthof, zweigeschossiger Flachsatteldachbau, 18. Jahrhundert | D-1-87-162-24  | weitere Bilder                                      |
| Jensenstraße 2 a (Standort)                                          | Villenartiges Wohnhaus                              | zweigeschossiger Flachsatteldachbau mit Rundbogenfenstern, biedermeierlicher Putzgliederung und Balkonvorbau, 1851. | D-1-87-162-25  | weitere Bilder                                      |
| Jensenstraße 11 (Standort)                                           | Wandmalerei                                         | (Marienbild), Anfang 20. Jahrhundert | D-1-87-162-26  | weitere Bilder                                      |
| Marktplatz (Standort)                                                | Marktbrunnen                                        | geschwungenes Brunnenbecken mit zentraler Figur der Hl. Katharina, 1923 von Friedrich Lommel. | D-1-87-162-35  | weitere Bilder                                      |
| Marktplatz 2 (Standort)                                              | Haustür                                             | Zweiflügelige, neugotische Haustür mit Oberlicht und Futter, um 1855/70. | D-1-87-162-29  | Haustür                                             |
| Marktplatz 3 (Standort)                                              | Wohnhaus                                            | zweigeschossiger Flachsatteldachbau, im Kern wohl 17. Jahrhundert, 1794, direkt an Seestraße 1 grenzend. | D-1-87-162-30  | weitere Bilder                                      |
| Marktplatz 7 (Standort)                                              | Wohnhaus                                            | zweigeschossiger Flachsatteldachbau, Firstpfette bezeichnet 1784. | D-1-87-162-31  | weitere Bilder                                      |
| Marktplatz 10 (Standort)                                             | Apotheke                                            | sogenannte Marienapotheke, dreigeschossiger kubischer Bau mit Zeltdach, flachem Giebelrisalit und Putzgliederungen, 1857, erneuert 1903. | D-1-87-162-32  | weitere Bilder                                      |
| Marktplatz 11 (Standort)                                             | Wohnhaus                                            | zweigeschossiger Flachsatteldachbau, Firstpfette bezeichnet 1829. | D-1-87-162-33  | weitere Bilder                                      |
| Marktplatz 12 (Standort)                                             | Römisch-katholische Pfarrkirche Mariä Himmelfahrt   | Saalbau mit Satteldach, beidseitigen Sakristeien mit Zwiebeltürmen, Westturm mit Spitzhelm von 1708 und Putzgliederungen, spätbarock, 1735–38 von Johann Steinpeiss unter Einbeziehen von Teilen des spätgotischen Vorgängerbaus von 1472 errichtet; mit Ausstattung. | D-1-87-162-39  | weitere Bilder                                      |
| Marktplatz 13 (Standort)                                             | Kapelle                                             | Taufkapelle St. Johannes d.T., Steildachbau mit Giebeldachreiter mit Zwiebelhaube, Vorhalle und ehem. Totenerker, um 1500 erbaut, 1507 Weihe, 1723 barockisiert, 1923 Anbau des offenen Umgangs (Kriegergedächtnisstätte) durch Otto Riemerschmid; mit Ausstattung. | D-1-87-162-40  | weitere Bilder                                      |
| Marktplatz 14 (Standort)                                             | Wohn- und Geschäftshaus                             | dreieinhalbgeschossiger Massivbau mit flachem Walmdach, im Stil der Maximilianszeit, um 1860–70; direkt an Alte Rathausstraße 6 angeschlossen. | D-1-87-162-34  | weitere Bilder                                      |
| Martin-Luther-Straße 11 (Standort)                                   | Evang.-Luth. Pfarrkirche                            | Christuskirche, Achteckbau mit Zeltdach, Turm mit Zwiebelhaube und Vorhalle, 1927/28 von German Bestelmeyer; mit Ausstattung; Kirchhofsmauer gleichzeitig; Steinskulptur der „Taufe Christi“ von Anton Woger, gleichzeitig. | D-1-87-162-36  | weitere Bilder                                      |
| Rafenauerweg 6 (Standort)                                            | Wohnteil eines Einfirsthofes                        | zweigeschossiger Flachsatteldachbau, reich gestaltete geschnitzter Tür, 1837. | D-1-87-162-37  | Wohnteil eines Einfirsthofes                        |
| Rafenauerweg 21 (Standort)                                           | Heiligenhäuschen                                    | kleiner Massivbau mit Nische und Putzgliederungen, um 1900. | D-1-87-162-38  | Heiligenhäuschen                                    |
| Rathausplatz 3 (Standort)                                            | Ehemals Amtshaus                                    | zweigeschossiger Walmdachbau mit Segmentbogenfenstern und Putzgliederung, 185-56. | D-1-87-162-17  | weitere Bilder                                      |
| Schulstraße (Standort)                                               | Wettersäule                                         | kleines Holzgehäuse auf Natursteinpfeiler mit meteorologischen Instrumenten und Anzeigern, bezeichnet 1899. | D-1-87-162-28  | weitere Bilder                                      |
| Schulstraße 2 (Standort)                                             | Wohnhaus                                            | kleiner zweigeschossiger Flachsatteldachbau, 1829 erbaut, mit Eisenbalkon von um 1900 | D-1-87-162-58  | Wohnhaus                                            |
| Schulstraße 3 (Standort)                                             | Wohnhaus                                            | zweigeschossiger Flachsatteldachbau mit biedermeierlicher Putzgliederung und zwei Balkonen, Firstpfette bezeichnet 1847. | D-1-87-162-59  | weitere Bilder                                      |
| Schulstraße 4 (Standort)                                             | Wohnhaus                                            | zweigeschossiger Flachsatteldachbau mit Hochlaube und erneuerter Bemalung, 1630–39. | D-1-87-162-60  | Wohnhaus                                            |
| Seestraße 1 (Standort)                                               | Wohnhaus                                            | zweigeschossiger Flachsatteldachbau, im Kern wohl 17. Jahrhundert, 1794, direkt an Marktplatz 3 grenzend. | D-1-87-162-62  | Wohnhaus                                            |
| Seestraße 7 (Standort)                                               | Villa                                               | dreigeschossiger Massivbau mit Flachwalmdach, Mittelrisalit und Putzgliederungen, klassizistisch, um 1860/70. | D-1-87-162-63  | weitere Bilder                                      |
| Seestraße 23 (Standort)                                              | Ehem. Hotel                                         | jetzt Schülerheim, kubischer dreigeschossiger Massivbau mit flachem Walmdach und Fassadengliederungen im Stil der Maximilianszeit, 1875. | D-1-87-162-64  | weitere Bilder                                      |
| Seestraße 29 a, (Wohnhaus) (Standort)                                | Wandmalerei                                         | (Muttergottes), Anfang 20. Jahrhundert | D-1-87-162-65  | weitere Bilder                                      |
| Valdagno-Platz 2 (Standort)                                          | Ehem. Bauernhaus                                    | jetzt Heimatmuseum, zweigeschossiger Flachsatteldachbau, geschnitzte Tür bezeichnet 1837, reiche Freskenbemalung 1914 von Eibach. | D-1-87-162-20  | weitere Bilder                                      |

### Arbing
| Lage                | Objekt    | Beschreibung                                                                               | Akten-Nr.     | Bild |
| ------------------- | --------- | ------------------------------------------------------------------------------------------ | ------------- | ---- |
| Arbing 3 (Standort) | Kapelle   | Massivbau mit Steildach und Putzgliederung, barock, Ende 17. Jahrhundert; mit Ausstattung. | D-1-87-162-68 | BW   |
| Arbing 3 (Standort) | Bildstock | Granit, 17. Jahrhundert; neben der Kapelle.                                                | D-1-87-162-69 | BW   |

### Atzing
| Lage                                                 | Objekt     | Beschreibung | Akten-Nr.     | Bild       |
| ---------------------------------------------------- | ---------- | --- | ------------- | ---------- |
| Stettener Straße 25; Stettener Straße 25a (Standort) | Bauernhaus | Einfirsthof, zweigeschossiger Flachsatteldachbau mit weitem Vordach, profilierten Balkenköpfen und Sterntür, bezeichnet 1827. | D-1-87-162-70 | Bauernhaus |

### Au
| Lage            | Objekt     | Beschreibung | Akten-Nr.     | Bild           |
| --------------- | ---------- | --- | ------------- | -------------- |
| Au 1 (Standort) | Bauernhaus | Einfirsthof, zweigeschossiger Flachsatteldachbau mit Laube und Fassadenmalerei (Eckquaderung, hl. Florian und Nepomuk), um 1760/80. Zustand im Oktober 2022: Baufällig, unbewohnt. Das Dach im Vorderteil wurde aber vor kurzem erneuert. | D-1-87-162-71 | weitere Bilder |

### Bachham
| Lage                                       | Objekt     | Beschreibung                                                                     | Akten-Nr.     | Bild           |
| ------------------------------------------ | ---------- | -------------------------------------------------------------------------------- | ------------- | -------------- |
| Latschenweg 1; Nähe Latschenweg (Standort) | Hofkapelle | Satteldachbau mit Segmentbogentür, wohl Anfang 20. Jahrhundert; mit Ausstattung. | D-1-87-162-72 | weitere Bilder |

### Bauernberg
| Lage                    | Objekt           | Beschreibung | Akten-Nr.     | Bild |
| ----------------------- | ---------------- | --- | ------------- | ---- |
| Bauernberg 3 (Standort) | Bauernhaus       | Einfirsthof, zweigeschossiger Flachsatteldachbau mit Hochlaube, Giebelbundwerk und nordöstlichem kleinen erdgeschossigen Anbau mit Satteldach, 1. Hälfte 18. Jahrhundert | D-1-87-162-73 | BW   |
| Bauernberg 4 (Standort) | Ehem. Bauernhaus | Einfirsthof, zweigeschossiger Flachsatteldachbau mit Hochlaube, Giebelbundwerk und reicher Fassadenmalerei des Neurokoko, bezeichnet 1791.                               | D-1-87-162-74 | BW   |

### Bruck
| Lage                             | Objekt   | Beschreibung | Akten-Nr.     | Bild     |
| -------------------------------- | -------- | --- | ------------- | -------- |
| Alte Rathausstraße 29 (Standort) | Wohnhaus | zweigeschossiger Satteldachbau mit Segmentbogenfenstern, Putzgliederungen und Medaillonschmuck an der Fassade, Ende 19. Jahrhundert | D-1-87-162-57 | Wohnhaus |

### Ernsdorf
| Lage                                  | Objekt            | Beschreibung | Akten-Nr.     | Bild           |
| ------------------------------------- | ----------------- | --- | ------------- | -------------- |
| Ernsdorf 3 (Standort)                 | Kruzifix          | hölzerner Corpus Christi mit Schmerzhafter Muttergottes, bezeichnet 1871; bei Haus Nr. 3. | D-1-87-162-80 | Kruzifix       |
| Ernsdorf 4 a; Ernsdorf 4 b (Standort) | Bauernhaus,       | Einfirsthof, zweigeschossiger Flachsatteldachbau mit Bundwerkgiebel, Mitte 18. Jahrhundert | D-1-87-162-75 | BW             |
| Ernsdorf 5; Ernsdorf 5 a (Standort)   | Ehem. Bauernhaus  | Einfirsthof, zweigeschossiger Flachsatteldachbau mit Laube und Hochlaube, erbaut 1787, Mitte 19. Jahrhundert erneuert; zugehörig ehem. Austragshaus, erdgeschossig mit Kniestock, mit (wiederverwendeten) barocken Fenstern, Mitte 19. Jahrhundert | D-1-87-162-76 | weitere Bilder |
| Ernsdorf 6 (Standort)                 | Bauernhaus        | Einfirsthof, zweigeschossiger Flachsatteldachbau mit Backstein-Ornamentik, reichem Traufbundwerk und Trauflaube, Firstpfette bezeichnet 1849. | D-1-87-162-77 | weitere Bilder |
| Ernsdorf 10 (Standort)                | Bauernhaus        | Einfirsthof, zweigeschossiger Flachsatteldachbau mit Hochlaube und älterem Giebelbundwerk, 3. Viertel 18. Jahrhundert | D-1-87-162-78 | weitere Bilder |
| Ernsdorfer Straße 39 (Standort)       | Villa von Bomhard | spätklassizistisches zweigeschossiges Landhaus mit flachem Satteldach, erbaut 1870 für die Hofschauspielerin Constanze Dahn, angeschlossener zweigeschossiger Giebelbau im malerischen Heimatstil, mit Altane und hölzerner Hochlaube, um 1900.    | D-1-87-162-79 | weitere Bilder |

### Griebling
| Lage                   | Objekt              | Beschreibung                                                                     | Akten-Nr.     | Bild |
| ---------------------- | ------------------- | -------------------------------------------------------------------------------- | ------------- | ---- |
| Griebling 2 (Standort) | Kapelle St. Anna    | Steildachbau, erbaut 1684, im Kern älter, 1765 barocker Ausbau; mit Ausstattung. | D-1-87-162-82 | BW   |
| Griebling 2 (Standort) | Geschnitzte Haustür | bezeichnet 1814 – Backhaus, Satteldachbau, 1. Hälfte 19. Jahrhundert             | D-1-87-162-81 | BW   |

### Harras
| Lage                            | Objekt           | Beschreibung | Akten-Nr.      | Bild             |
| ------------------------------- | ---------------- | --- | -------------- | ---------------- |
| Harrasser Straße 53 (Standort)  | Landhaus         | eingeschossiger Walmdachbau mit straßenseitigem Mittelrisalit und konvex vorgewölbtem Mittelteil auf der Gartenseite, Terrasse und erdgeschossiger Loggia, von Hans Noris, 1923.                                                                         | D-1-87-162-117 | Landhaus         |
| Harrasser Straße 94 (Standort)  | Bauernhaus       | Einfirsthof, zweigeschossiger Flachsatteldachbau mit spätklassizistischer Hochlaube und profilierten Balkenköpfen, an der Firstpfette bezeichnet 1832.                                                                                                   | D-1-87-162-83  | Bauernhaus       |
| Harrasser Straße 106 (Standort) | Ehem. Bauernhaus | zweigeschossiger Flachsatteldachbau, im Kern Ende 17./Anfang 18. Jahrhundert, 1913–14 unter Wahrung des Blockbau-Wohnteils und durch Ausbau des Wirtschaftsteils zum Landhaus umgestaltet durch Architekt Otto Schulze-Kolbitz/Berlin; mit Gartenanlage. | D-1-87-162-114 | Ehem. Bauernhaus |

### Hub
| Lage             | Objekt           | Beschreibung                                                                | Akten-Nr.     | Bild |
| ---------------- | ---------------- | --------------------------------------------------------------------------- | ------------- | ---- |
| Hub 6 (Standort) | Ehem. Bauernhaus | Einfirsthof, zweigeschossiger Flachsatteldachbau, 2. Hälfte 18. Jahrhundert | D-1-87-162-86 | BW   |

### Kaltenbach
| Lage                      | Objekt    | Beschreibung                                                         | Akten-Nr.     | Bild |
| ------------------------- | --------- | -------------------------------------------------------------------- | ------------- | ---- |
| Kaltenbach 8 a (Standort) | Haustüren | Am Haus zwei reich geschnitzte Haustüren, 1. Viertel 19. Jahrhundert | D-1-87-162-87 | BW   |

### Leiten
| Lage                             | Objekt   | Beschreibung                                                         | Akten-Nr.     | Bild |
| -------------------------------- | -------- | -------------------------------------------------------------------- | ------------- | ---- |
| Flur Leiten; Leiten 6 (Standort) | Kruzifix | hölzerner Corpus Christi, barock; an der Abzweigung nach Kaltenbach. | D-1-87-162-88 | BW   |

### Mitterweg
| Lage                           | Objekt          | Beschreibung                                         | Akten-Nr.     | Bild |
| ------------------------------ | --------------- | ---------------------------------------------------- | ------------- | ---- |
| Priener Straße 11 (Standort)   | Marienfigur     | hölzerne Skulptur, barock, um 1650; an der Hauswand. | D-1-87-162-89 | BW   |
| Priener Straße 17 b (Standort) | Geschnitzte Tür | von 1815.                                            | D-1-87-162-90 | BW   |

### Munzing
| Lage                 | Objekt | Beschreibung | Akten-Nr.     | Bild |
| -------------------- | ------ | --- | ------------- | ---- |
| Munzing 5 (Standort) | Stadel | Bundwerkstadel, Flachsatteldachbau mit teils massivem Erdgeschoss, Bundwerkobergeschoss und Bemalungen, 1. Drittel 19. Jahrhundert | D-1-87-162-91 | BW   |

### Mupferting
| Lage                       | Objekt                     | Beschreibung                                                            | Akten-Nr.     | Bild |
| -------------------------- | -------------------------- | ----------------------------------------------------------------------- | ------------- | ---- |
| Nähe Mupferting (Standort) | Zugehöriger Getreidekasten | freistehend, 16./17. Jahrhundert, Überbau mit Bundwerk, 18. Jahrhundert | D-1-87-162-93 | BW   |
| Nähe Mupferting (Standort) | Stadel                     | Bundwerkstadel mit Flachsatteldach, um Mitte 19. Jahrhundert            | D-1-87-162-92 | BW   |

### Osternach
| Lage                                  | Objekt            | Beschreibung | Akten-Nr.     | Bild           |
| ------------------------------------- | ----------------- | --- | ------------- | -------------- |
| Renkenweg 3 a; Renkenweg 3 (Standort) | Ehem. Fischerhaus | zweigeschossiger Flachsatteldachbau, Firstpfette bezeichnet 1747; Zuhaus, zweigeschossiger Flachsatteldachbau mit massivem Erd- und hölzernem Obergeschoss und Laube, Mitte 18. Jahrhundert | D-1-87-162-96 | weitere Bilder |

### Prutdorf
| Lage                       | Objekt                    | Beschreibung                                                    | Akten-Nr.     | Bild           |
| -------------------------- | ------------------------- | --------------------------------------------------------------- | ------------- | -------------- |
| Ludwigstraße 52 (Standort) | Ehem. Salinen-Brunnenhaus | erdgeschossiger Flachsatteldachbau mit Rundbogenfenstern, 1810. | D-1-87-162-97 | weitere Bilder |

### Schöllkopf
| Lage                       | Objekt     | Beschreibung                                                                   | Akten-Nr.     | Bild       |
| -------------------------- | ---------- | ------------------------------------------------------------------------------ | ------------- | ---------- |
| Nähe Schöllkopf (Standort) | Grenzstein | ein Chiemsee-Grenzstein, bezeichnet 1677 – A+W+C (Aschau-Wildenwart-Chiemsee). | D-1-87-162-98 | Grenzstein |

### Siggenham
| Lage                           | Objekt                  | Beschreibung | Akten-Nr.      | Bild           |
| ------------------------------ | ----------------------- | --- | -------------- | -------------- |
| Bachweg 4 (Standort)           | Elektrizitätswerk Prien | Kraftwerksgebäude mit Maschinenhalle und ehem. Maschinistenwohnung, zweigeschossiger Putzbau mit Zierfachwerk im Dachgeschoss und weit überstehendem Schopfwalmdach, rückseitig Turbinenschacht in Eisenbeton, quer angeschlossen eingeschossiges Nebengebäude mit Satteldach, 1906 durch Baumeister Josef Kobras, Prien, erbaut, 1912 auf Wasserkraft umgestellt; mit technischer Ausstattung; zugehörig ca. 2 km langer Oberwasserkanal mit Ausleitungsbauwerk beim Prien-Wehr, Turbineneinlauf und Leerschuss, 1912 fertig gestellt. | D-1-87-162-116 | BW             |
| Nähe Priener Straße (Standort) | Bildstock               | 1647; am südlichen Ortsausgang. | D-1-87-162-99  | weitere Bilder |
| Priener Straße 27 (Standort)   | Wegkreuz                | Mitte 18. Jahrhundert; am westlichen Ortsrand. | D-1-87-162-100 | Wegkreuz       |

### Trautersdorf
| Lage                               | Objekt      | Beschreibung | Akten-Nr.      | Bild           |
| ---------------------------------- | ----------- | --- | -------------- | -------------- |
| Trautersdorf 1 (Standort)          | Kruzifix    | hölzerner Corpus Christi, Mitte 18. Jahrhundert; bei Haus Nr. 1.                                                                               | D-1-87-162-102 | Kruzifix       |
| Trautersdorf 7 (Standort)          | Backofen    | Massivbau mit Flachsatteldach, wohl 1. Hälfte 19. Jahrhundert                                                                                  | D-1-87-162-101 | Backofen       |
| Trautersdorf 7 (Standort)          | Bauernhaus  | Einfirsthof, zweigeschossiger Flachsatteldachbau mit Blockwandobergeschoss, Hochlaube und Fresken, 1758 unter Verwendung älterer Teile erbaut. | D-1-87-162-103 | weitere Bilder |
| Trautersdorfer Straße 8 (Standort) | Wandmalerei | Muttergottes und Spalier, Anfang 20. Jahrhundert                                                                                               | D-1-87-162-104 | weitere Bilder |

### Urschalling
| Lage                     | Objekt                               | Beschreibung | Akten-Nr.      | Bild             |
| ------------------------ | ------------------------------------ | --- | -------------- | ---------------- |
| Urschalling 1 (Standort) | Bauernhaus                           | Einfirsthof, zweigeschossiger Flachsatteldachbau mit Hochlaube und Wandmalereien im Giebel, in den 1770er Jahren errichtet, 1809 Erneuerung Dachstuhl.                                                                           | D-1-87-162-105 | weitere Bilder   |
| Urschalling 2 (Standort) | Bauernhaus                           | Einfirsthof, zweigeschossiger Flachsatteldachbau mit Hochlaube, Rundbogentür und Heiligennische, 2. Hälfte 18. Jahrhundert, Haustürgewände bezeichnet 1823, 1920/21 Erneuerung des Dachstuhls.                                   | D-1-87-162-106 | weitere Bilder   |
| Urschalling 4 (Standort) | Ehem. Bauernhaus                     | jetzt Gasthaus, Einfirsthof, zweigeschossiger Flachsatteldachbau mit verschindeltem Blockbauobergeschoss, im 17. Jahrhundert errichtet, im 18. Jahrhundert nach Westen verlängert.                                               | D-1-87-162-107 | weitere Bilder   |
| Urschalling 6 (Standort) | Kath. Filialkirche St. Jakobus d. Ä. | kleiner Saalbau mit Satteldach und Apsistürmchen mit Zwiebelhaube, romanisch, Westjoch als ehem. Unterbau eines Wehrturms, um 1160–70, um 1200 östlicher Anbau, 1711 Dachstuhl und Türmchen; mit Ausstattung.                    | D-1-87-162-108 | weitere Bilder   |
| Urschalling 8 (Standort) | Ehem. Bauernhaus                     | Einfirsthof, zweigeschossiger Flachsatteldachbau mit Hochlaube und Traufbundwerk, im Kern 17. Jahrhundert, Ausbau 2. Hälfte 18. Jahrhundert und später; Backofenhäuschen, kleiner Massivbau mit Flachsatteldach, 19. Jahrhundert | D-1-87-162-109 | Ehem. Bauernhaus |

### Vachendorf
| Lage                     | Objekt           | Beschreibung | Akten-Nr.      | Bild             |
| ------------------------ | ---------------- | --- | -------------- | ---------------- |
| Vachendorf 12 (Standort) | Ehem. Bauernhaus | Einfirsthof, zweigeschossiger Flachsatteldachbau mit Hochlaube, profilierten Balkenköpfen und Rautentür, im Kern Ende 18. Jahrhundert | D-1-87-162-111 | Ehem. Bauernhaus |

### Westernach
| Lage                       | Objekt  | Beschreibung                                | Akten-Nr.      | Bild |
| -------------------------- | ------- | ------------------------------------------- | -------------- | ---- |
| Greamandlweg 16 (Standort) | Haustür | Geschnitzte Haustür mit Futter, um 1810/20. | D-1-87-162-112 | BW   |

## Ehemalige Baudenkmäler
In diesem Abschnitt sind Objekte aufgeführt, die früher einmal in der Denkmalliste eingetragen waren, jetzt aber nicht mehr. Objekte, die in anderem Zusammenhang – also z. B. als Teil eines Baudenkmals – weiter eingetragen sind, sollen hier nicht aufgeführt werden. Aktennummern in diesem Abschnitt sind ehemalige, jetzt nicht mehr gültige Aktennummern.

| Lage                                   | Objekt         | Beschreibung | Akten-Nr.     | Bild           |
| -------------------------------------- | -------------- | --- | ------------- | -------------- |
| Prien Alte Rathausstraße 24 (Standort) | Gasthaus       | Einfirstanlage, zweieinhalbgeschossiger Flachsatteldachbau mit Hochlaube und Putzgliederungen, Ende 18. Jahrhundert, Ende 19. Jahrhundert Umbau, mit Fresko des 18./19. Jahrhundert am Westgiebel. | D-1-87-162-53 | weitere Bilder |
| Hub In Hub ()                          | Bundwerkstadel | Zugehöriger Bundwerkstadel, 1759. | D-1-87-162-84 |                |